# Tulgheș
Tulgheș (węg. Gyergyótölgyes) – wieś w Rumunii, w okręgu Harghita, w gminie Tulgheș. W 2011 roku liczyła 2893 mieszkańców.